# Президент Польщі
Президент Польщі — глава держави Польща.

## Начальник державиДругої Польської Республіки(22 листопада1918— 9 грудня1922)
| № | Ім'я                               | Фото | Термін                  | Партія     | Джерело |
| - | ---------------------------------- | ---- | ----------------------- | ---------- | ------- |
| 1 | Юзеф Пілсудський (Józef Piłsudski) |      | 14.XI.1918 — 11.12.1922 | Незалежний | [ 3 ]   |

## Президенти Другої Польської Республіки (1922-1939)
| № | Ім'я                                              | Фото | Термін                  | Партія           | Джерело |
| - | ------------------------------------------------- | ---- | ----------------------- | ---------------- | ------- |
| 1 | Габрієль Нарутович (Gabriel Narutowicz)           |      | 11.12.1922 — 16.12.1922 | Незалежний       | [ 4 ]   |
| 2 | Станіслав Войцеховський (Stanisław Wojciechowski) |      | 22.12.1922 — 14.V.1926  | П'яст            | [ 5 ]   |
| 3 | Ігнацій Мосцицький (Ignacy Mościcki)              |      | 4.VI.1926 — 30.IX.1939  | Санація (Польща) | [ 6 ]   |

## ПрезидентиПольської Народної Республіки( 1944—1989)
| № | Ім'я                                                             | Фото | Термін                       | Партія | Джерело |
| - | ---------------------------------------------------------------- | ---- | ---------------------------- | ------ | ------- |
| 4 | Болеслав Берут (Bolesław Bierut, 5.02.1947 — 20.11.1952)         |      | 5 лютого 1947 -22 липня 1952 | ПРП    | [ 7 ]   |
| 5 | Войцех Ярузельський (Wojciech Jaruzelski, 19.07.1989-30.12.1989) |      | 19 липня 1989-30 грудня 1989 | ПОРП   | [ 8 ]   |

## Президенти Третьої Польської Республіки (від1989)
| №  | Ім'я                                            | Фото | Термін                  | Партія                 | Джерело |
| -- | ----------------------------------------------- | ---- | ----------------------- | ---------------------- | ------- |
| 5  | Войцех Ярузельський (Wojciech Jaruzelski)       |      | 31.12.1989 — 22.12.1990 | Незалежний             | [ 8 ]   |
| 6  | Лех Валенса (Lech Wałęsa)                       |      | 22.12.1990 — 22.12.1995 | Солідарність           | [ 9 ]   |
| 7  | Александр Квасневський (Aleksander Kwaśniewski) |      | 22.12.1995 — 23.12.2005 | Незалежний             | [ 10 ]  |
| 8  | Лех Качинський (Lech Kaczyński)                 |      | 23.12.2005 — 10.04.2010 | Право і справедливість | [ 11 ]  |
| 9  | Броніслав Коморовський (Bronisław Komorowski)   |      | 6.08.2010 — 6.08.2015   | Громадянська платформа | [ 12 ]  |
| 10 | Анджей Дуда (Andrzej Duda)                      |      | 6.08.2015 — 6.08.2025   | Право і справедливість | [ 13 ]  |
| 11 | Кароль Навроцький (Karol Nawrocki )             |      | 6.08.2025 —             | Незалежний             |         |

## Живі президенти
Станом на серпень 2025 року:

Живі президенти Польщі
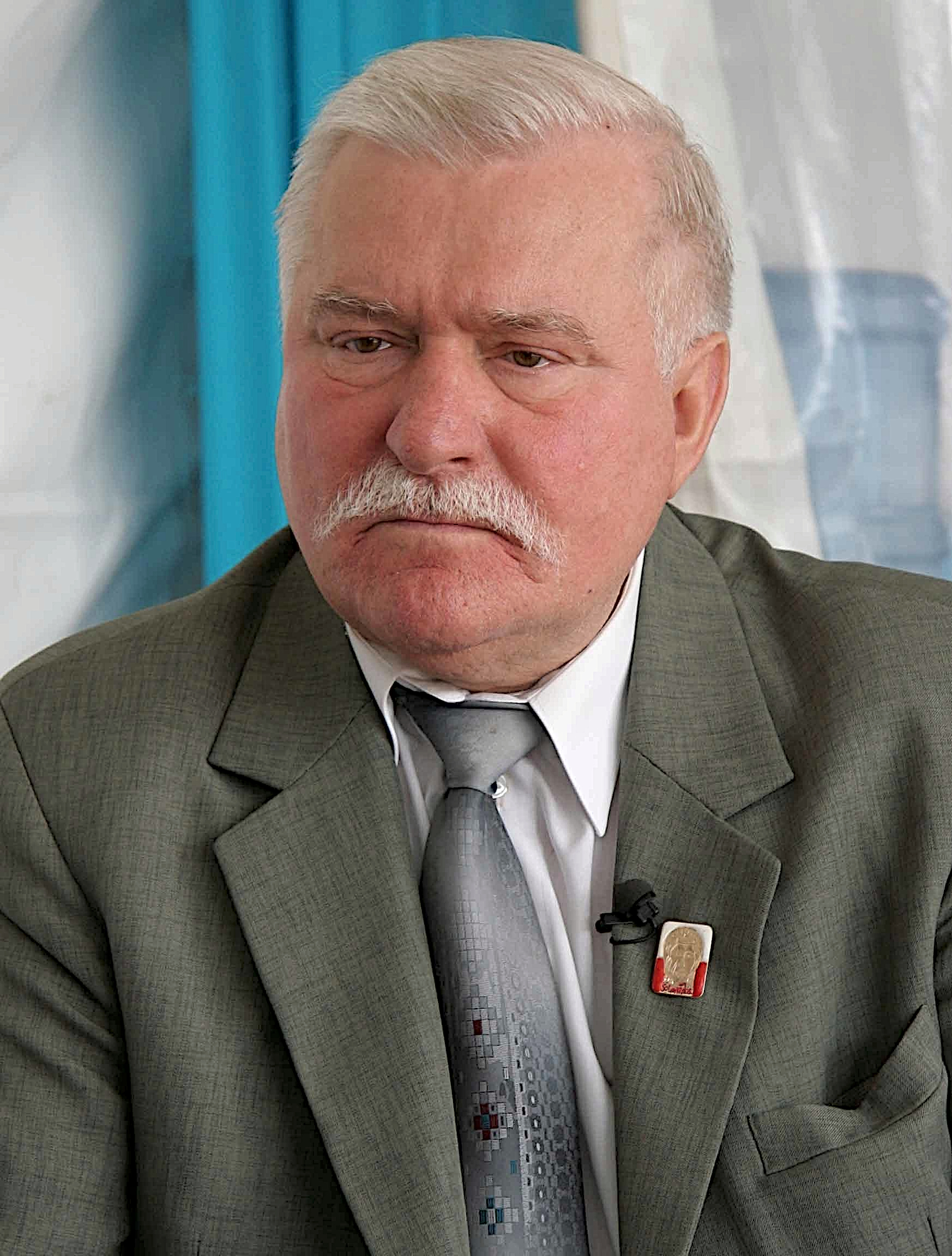
(нар. 29 вересня 1943) 1990—1995
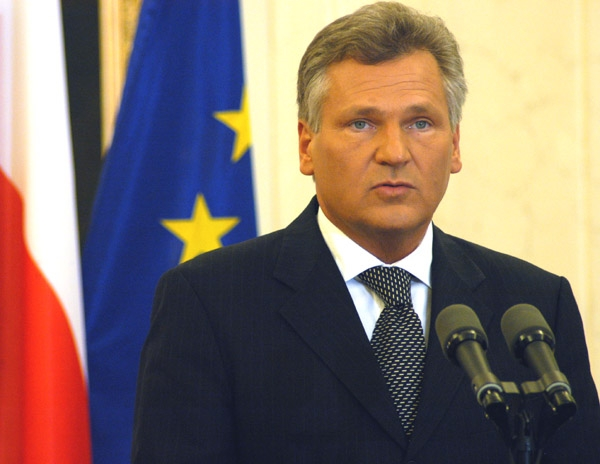
(нар. 15 листопада 1954) 1995—2005
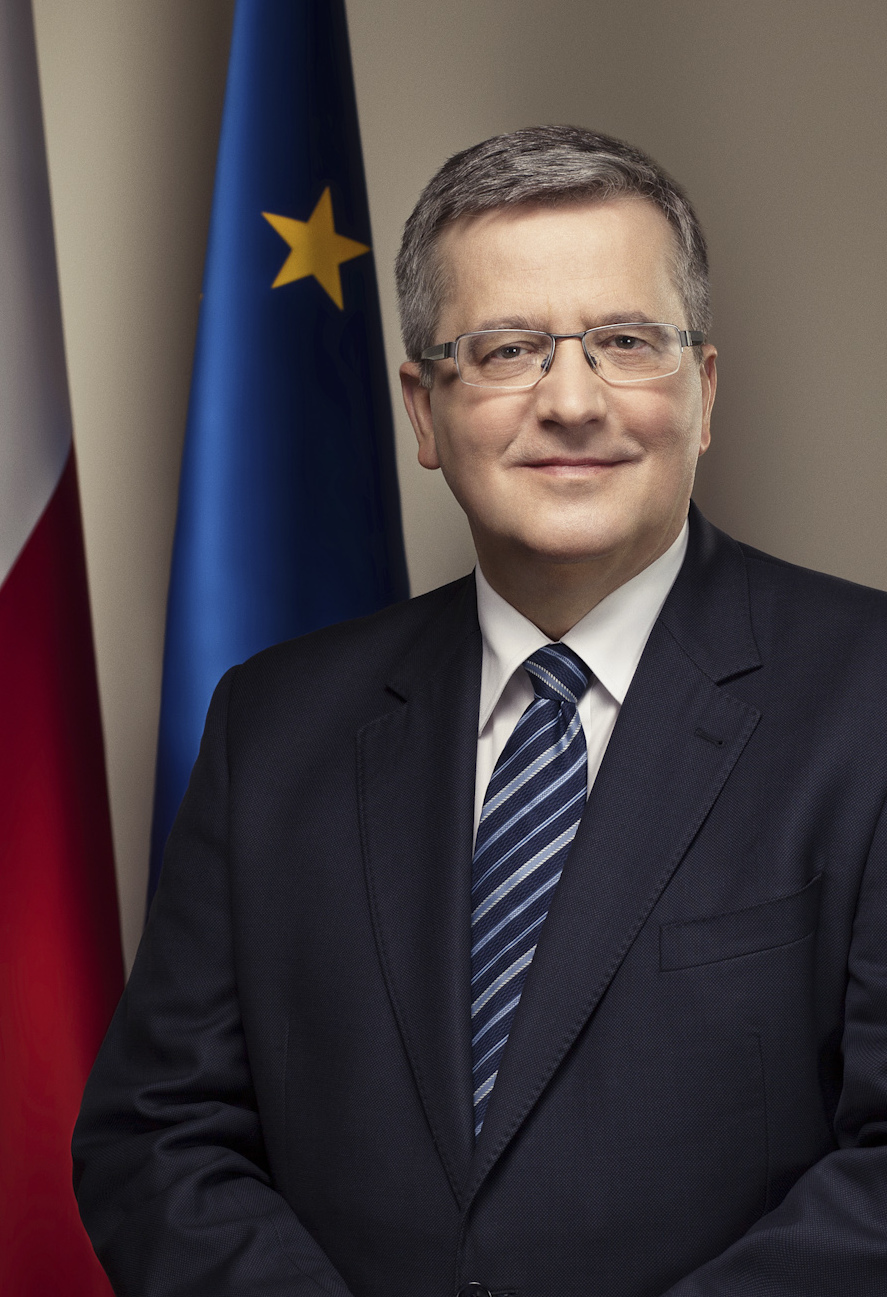
(нар. 4 червня 1952) 2010—2015
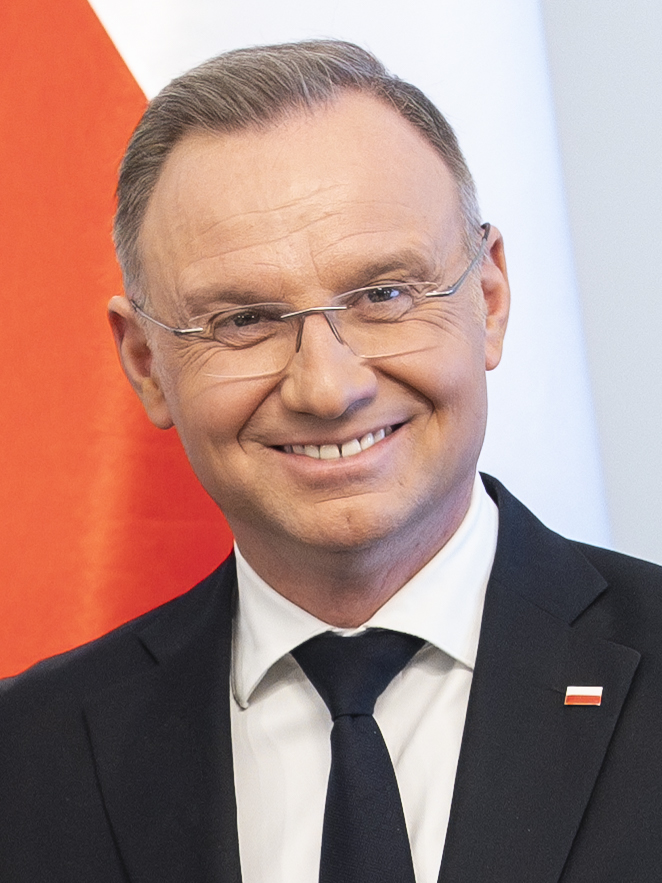
(нар. 16 травня 1972) 2015—2025